# Malus asiatica
Malus asiatica, és una espècie de pomera. Es planta nativa de la Xina.

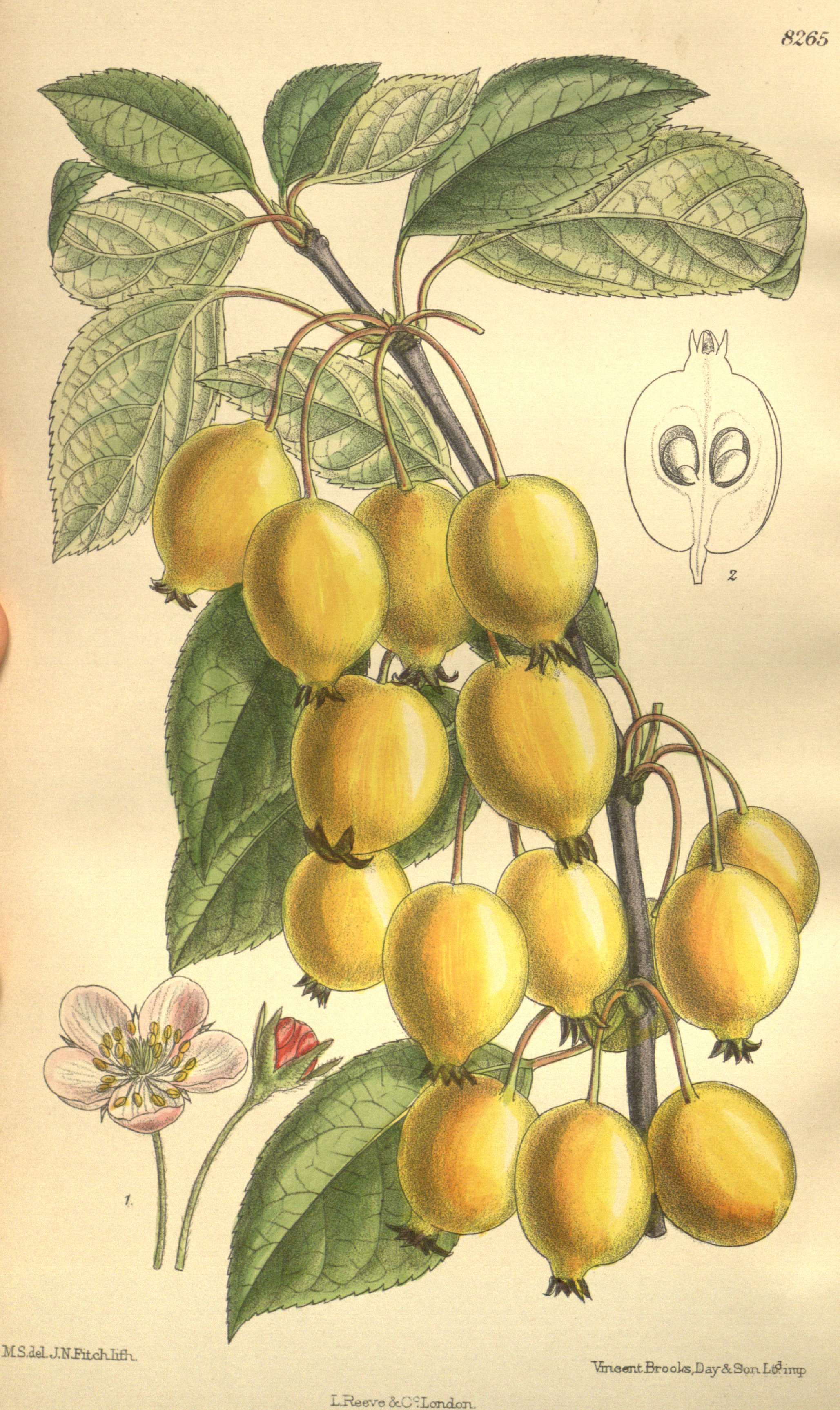
Detall del fruit

## Descripció
És un arbret, que arriba a fer 4-6 m d'alt. Els seus branquillons joves són pubescents. Les làmines de les fulles sónel·líptiques, 5-11 × 4-5,5 cm, amb elmarge serrat. La inflorescència és en corimbes de 3-5 cm de diàmetre, amb 4-7 (-10) flors, que individualment fan de 3-4 cm de diàmetre. Pètals de color rosa, de 0.8-1.3 cm. Estams en nombre de 17-20, desiguals. El fruit és un pom de color groc o roig, ovoide o subglobós, de 4-5 cm de diàmetre. Floreix a l'abril-maig, fructifica a l'agost-setembre.

## Distribució i hàbitat
En sòls sorrencs de les planes, des del nivell del mar als 2800 metres a Gansu, Guizhou, Hebei, Henan, Hubei, Jiangsu, Liaoning, Mongòlia Interior, Qinghai, Shaanxi, Shandong, Shanxi, Sichuan, Xinjiang, Yunnan i Zhejiang.

## Cultiu
S'ha cultivat des de temps antics al nord i nord-oest de la Xina. n'hi ha molts cultivars.

## Taxonomia
Malus asiatica va ser descrita per Takenoshin Nakai i publicat a Icones Plantarum Koisikavenses 3: 19, pl. 155, l'any 1915.
Citologia
El nombre de cromosomes és de 2n = 34 *, 51 *, 68 

## Sinònims
- Malus domestica var. asiatica (Nakai) Ponomar.
- Malus domestica var. rinki (Koidz.) Ohle
- Malus dulcissima var. asiatica Koidz.
- Malus dulcissima var. rinki (Koidz.) Koidz.
- Malus matsumurae Koidz.
- Malus prunifolia var. rinki (Koidz.) Rehder
- Malus pumila var. rinki Koidz.
- Pyrus matsumurae (Koidz.) Cardot
- Pyrus ringo Wenz.[5]